# Glenmorangie

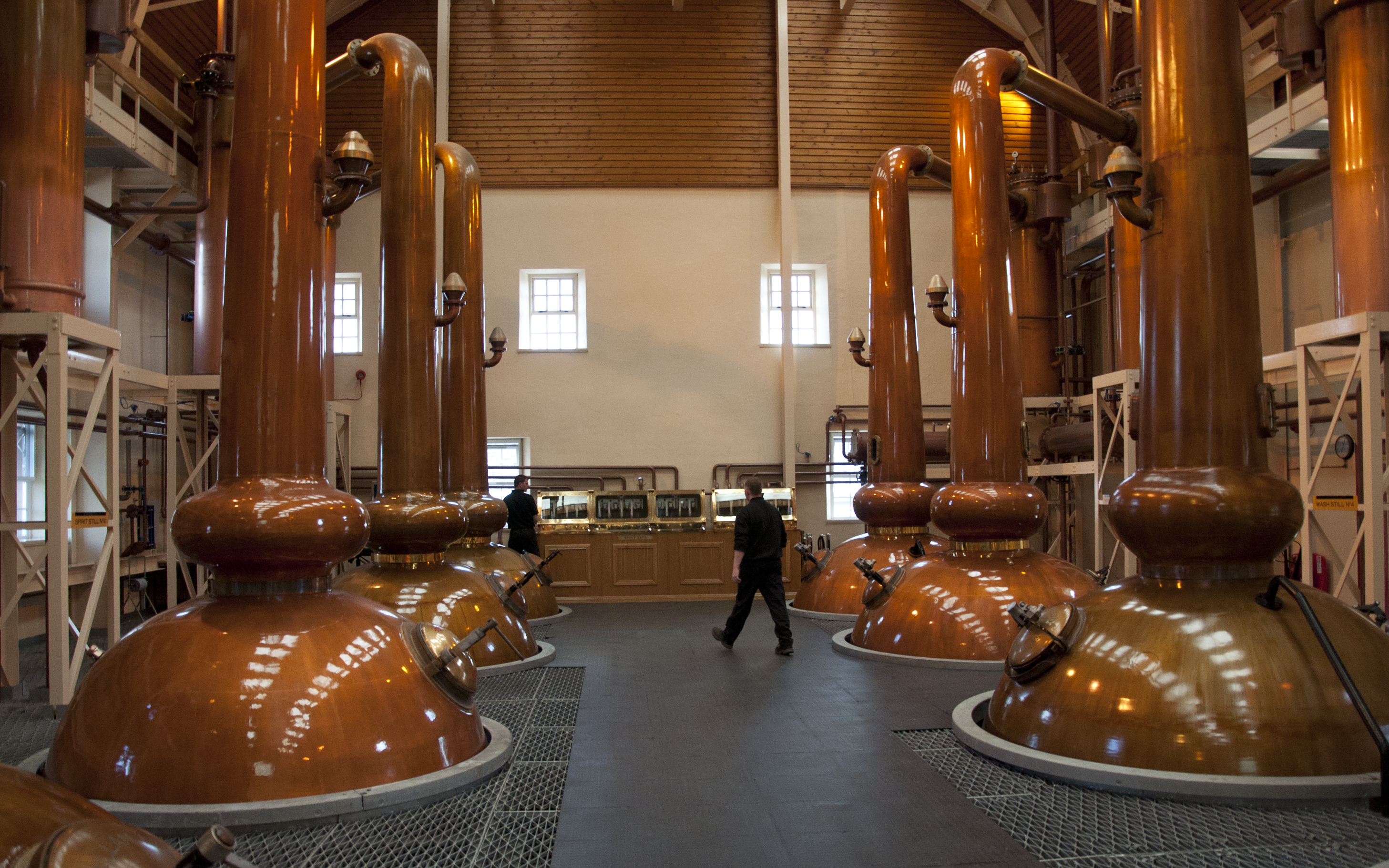
Zes van de distilleerketels met twee van de Sixteen Men of Tain

Glenmorangie is een Schotse single malt whisky, gedistilleerd en gebotteld in de gelijknamige distilleerderij in Tain, Schotland. Glenmorangie gebruikt de hoogste distilleerketels in Schotland.
Glenmorangie brengt een aantal whisky's op de markt waaronder de
- Original: 10 jaar gerijpt in eiken vaten uit de Verenigde Staten
- Lasanta: 10 jaar gerijpt in Bourbonvaten, gevolgd door twee jaar extra rijping in sherryvaten, 46 % alcoholvolume
- Signet: 10 jaar gerijpt in bourbon en new oak vaten, aangevuld met oudere whisky's
- Nectar D'or: 10 jaar gerijpt in bourbon en vervolgens twee jaar extra rijping in Sauternes barriques
- Tale of Tokyo: Gerijpt in Japans Mizunara eiken en vervolgens gerijpt in bourbon en sherry[1]

## Geschiedenis
De whisky-productie startte hier in 1843 toen William Matheson een boerderij aankocht op deze locatie en de Morangiebrouwerij omvormde tot een distilleerderij met twee tweedehandse distilleerketels die vroeger werden gebruikt voor het aanmaken van gin. Als gevolg van de drooglegging in de V.S. werd de productie gestaakt tussen 1931 en 1936. Een tweede onderbreking van activiteit volgde tijdens de Tweede Wereldoorlog toen er tekort was aan gerst en brandstof. In 1948 bereikte ze opnieuw haar maximumcapaciteit.
Glenmorangie is anno 2011 in het bezit van het Franse bedrijf Louis Vuitton Moët Hennessy die het bedrijf in 2004 aankocht voor 300 miljoen £. De Fransen veranderden de traditie om de aangeboden whisky's traditioneel-Schotse namen te geven in meer Frans klinkende benamingen zodat Glenmorangie meer de uitstraling kreeg van een luxemerk.
In 2009 beschikte Glenmorangie over twaalf distilleerketels en de aankoop van terrein rond de Tarlogie Springs verzekerde de watertoevoer. Glenmorangie is sinds 1983 bijna continu de best verkochte whisky van Schotland en produceert 10 miljoen flessen per jaar waarvan ongeveer 6 tot 6,5 miljoen in het Verenigd Koninkrijk worden verkocht. Wereldwijd bezit Glenmorangie 6 % van de markt van single malt whisky.
De gevlochten zegel, het beeldmerk dat alle Glenmorangie whisky's kenmerkt en tevens als het logo van de distilleerderij functioneert, is gebaseerd op het onderste paneel van de Hilton of Cadboll Stone.

## Productie
Tarlogie Springs, de bron die het water levert, ligt in de Tarlogie Hills boven de distilleerderij. Gerst wordt geleverd door Highland Grain Ltd, een coöperatie van plaatselijke landbouwers. De distilleerketels, de hoogste in Schotland, zijn 8 meter hoog en hun buikdiameter bedraagt 3,07 m. Ze zorgen voor een extreem lichte smaak. Het distilleren is in handen van de Sixteen Men of Tain, het ganse jaar door, met uitzondering van Kerstmis en tijdens onderhoudswerkzaamheden.
Glenmorangie gebruikt een aantal verschillende vaten maar alle producten rijpen in eiken vaten die gemaakt zijn van bomen die in hun eigen bos in de Ozark Mountains van de Amerikaanse staat Missouri worden geveld. De vaten blijven gedurende twee jaar blootgesteld aan de lucht en worden dan uitgeleend aan Jack Daniel's en Heaven Hill voor een vier jaar durende opslag van Bourbon.
De Original rijpt enkel in ex-Bourbonvaten. Andere producten van Glenmorangie zetten de eindfase van hun rijping verder in vaten die gebruikt werden voor de opslag van wijn of sherry. Glenmorangie produceerde een beperkt aantal flessen die gerijpt waren in vaten die door Château Margaux waren gebruikt.
Het bottelen van Glenmorangie gebeurt in hun vestiging in Broxburn, niet ver van Schotlands hoofdstad Edinburgh.

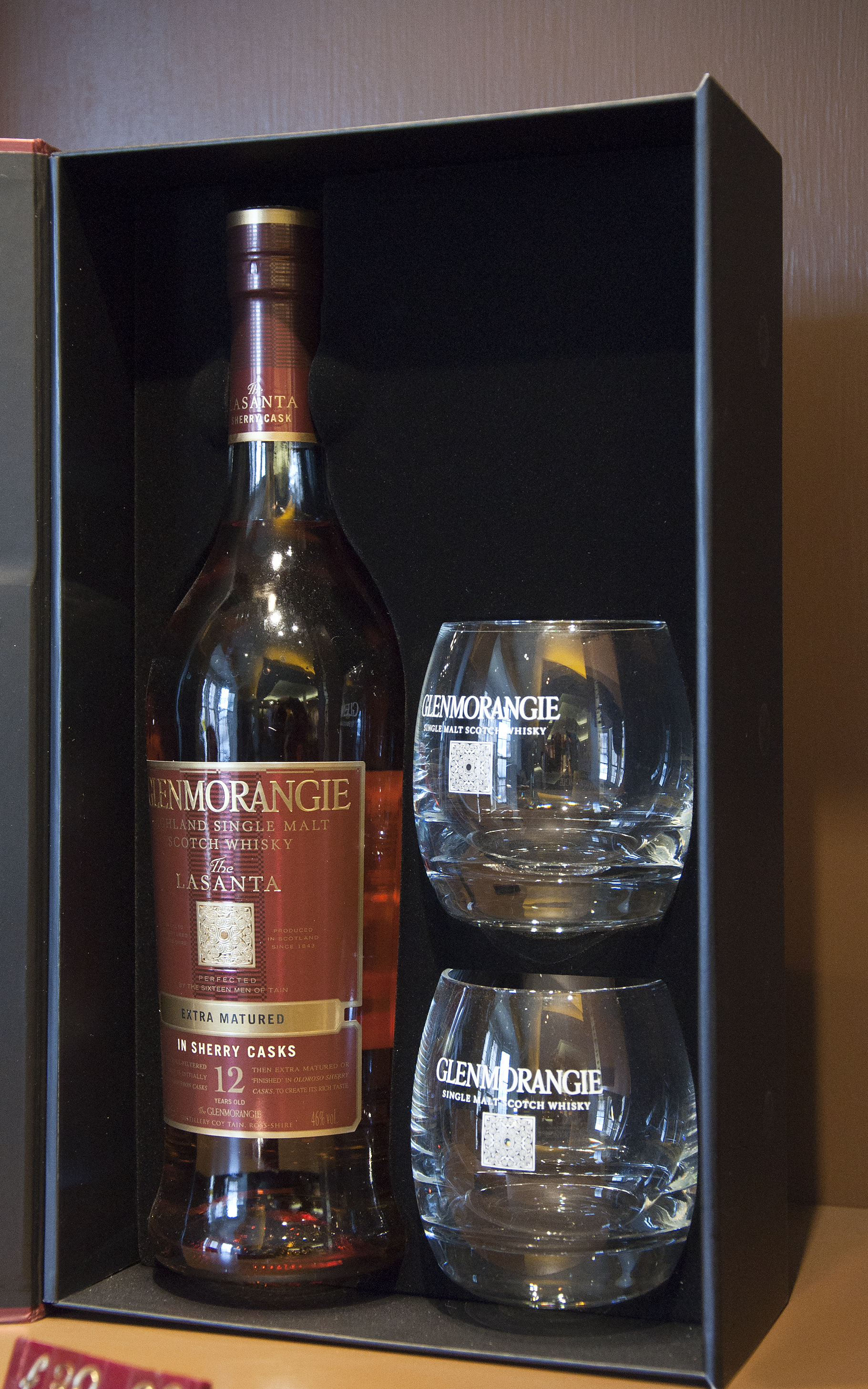
Lasanta
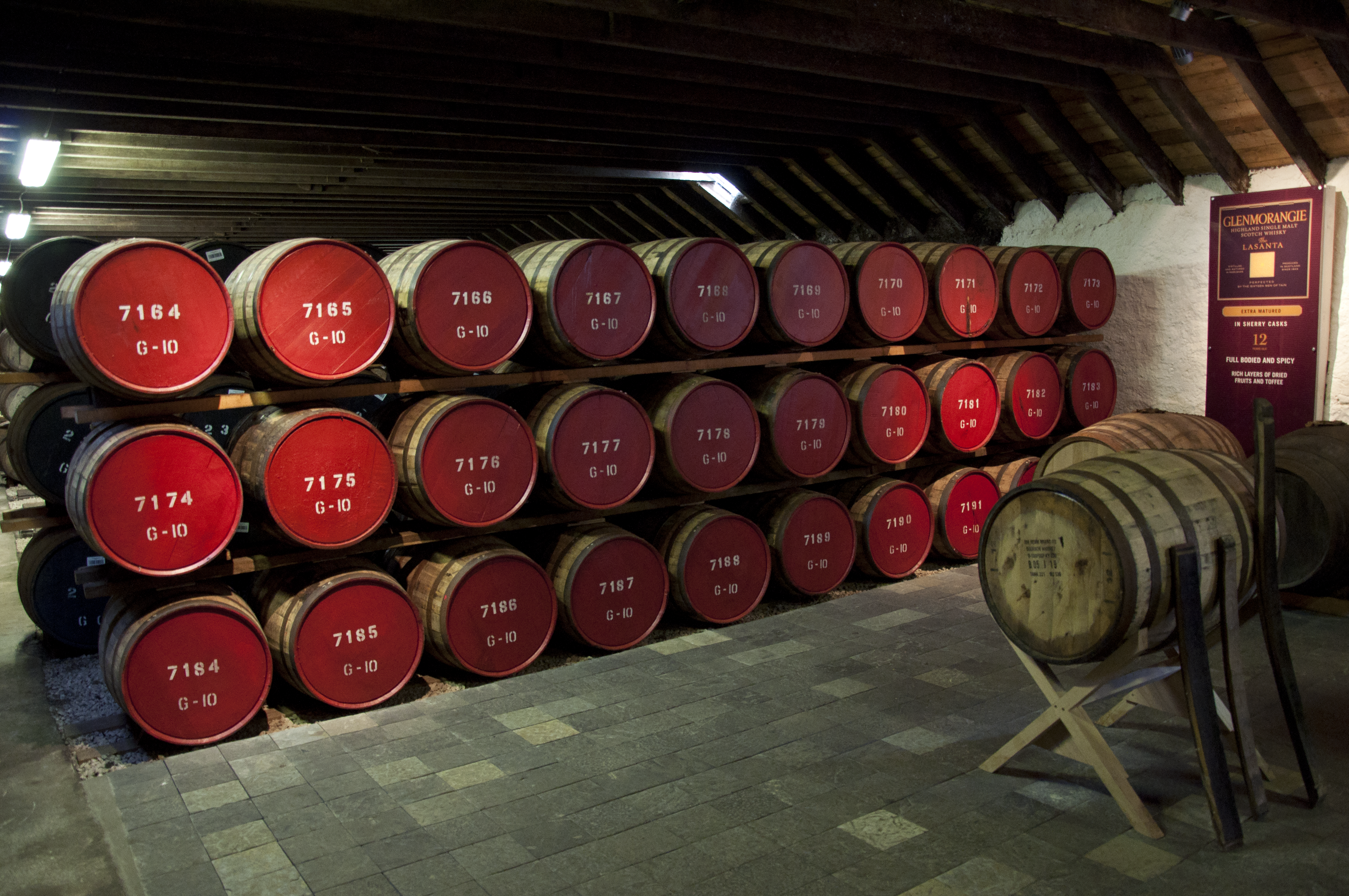
Sherryvaten voor Lasanta
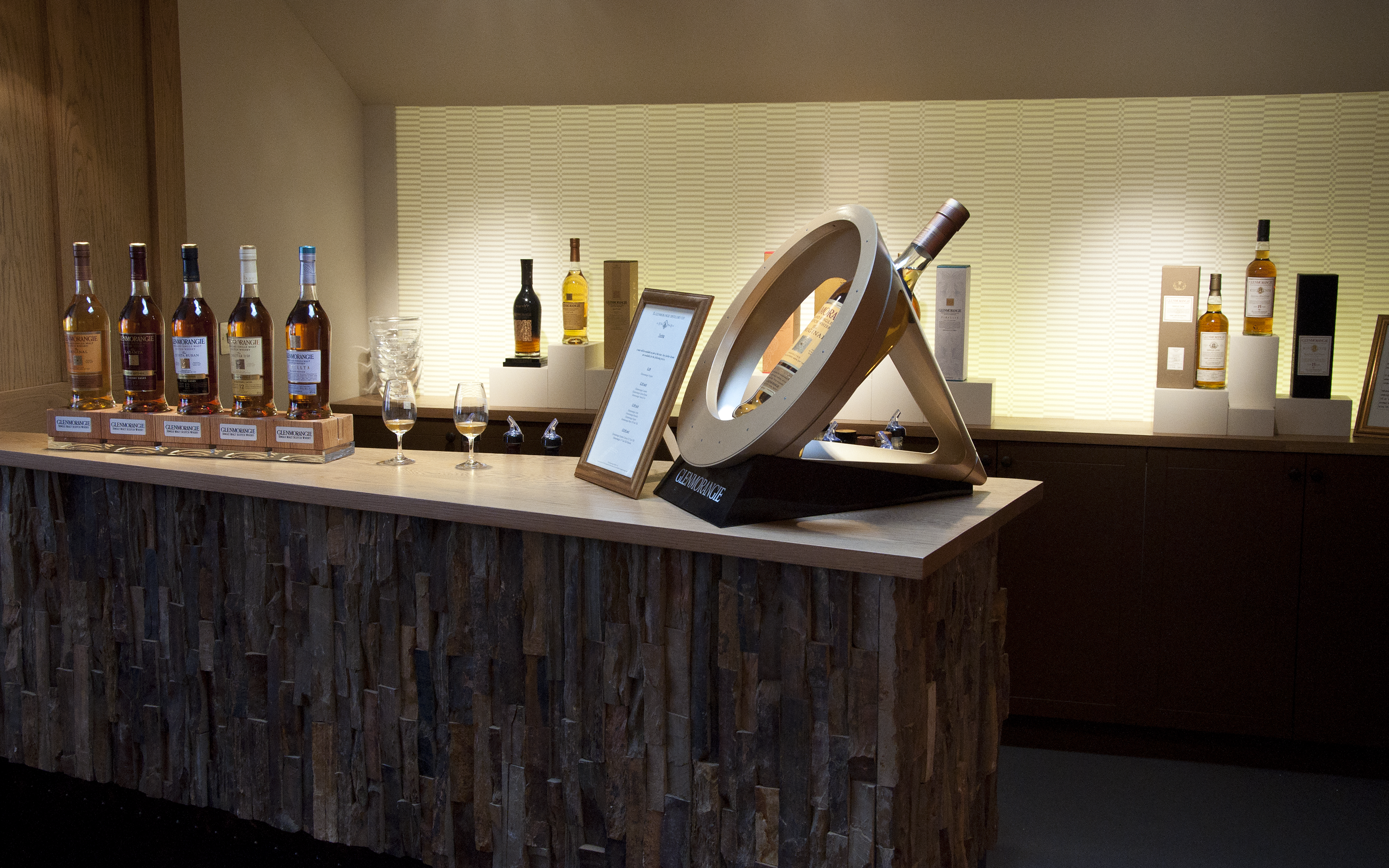
Na de rondleiding